# Fredrik Granath
Fredrik Granath, född 15 oktober 1970, är en svensk producent som arbetar med fotografi och film i Arktis. 2007 gav han ut fotoboken Värld av is som skildrar djurlivet och miljön i Arktis. Boken publicerades i 40 länder och rönte stor internationell uppmärksamhet. 2019 gav han ut boken Bortom isbjörnens rike tillsammans med Melissa Schäfer. Den utsågs till Årets Pandabok 2020 av Världsnaturfonden WWF.